# Opowieść o zbieraczu bambusu

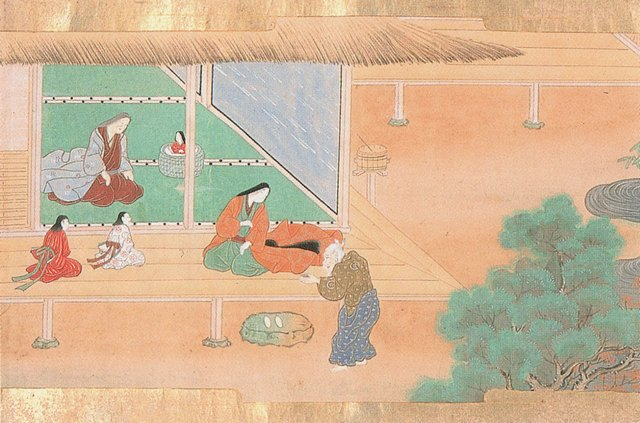
Szkoła Tosa, Taketori no Okina przynosi znalezioną dziewczynkę do swojego domu, XVII wiek

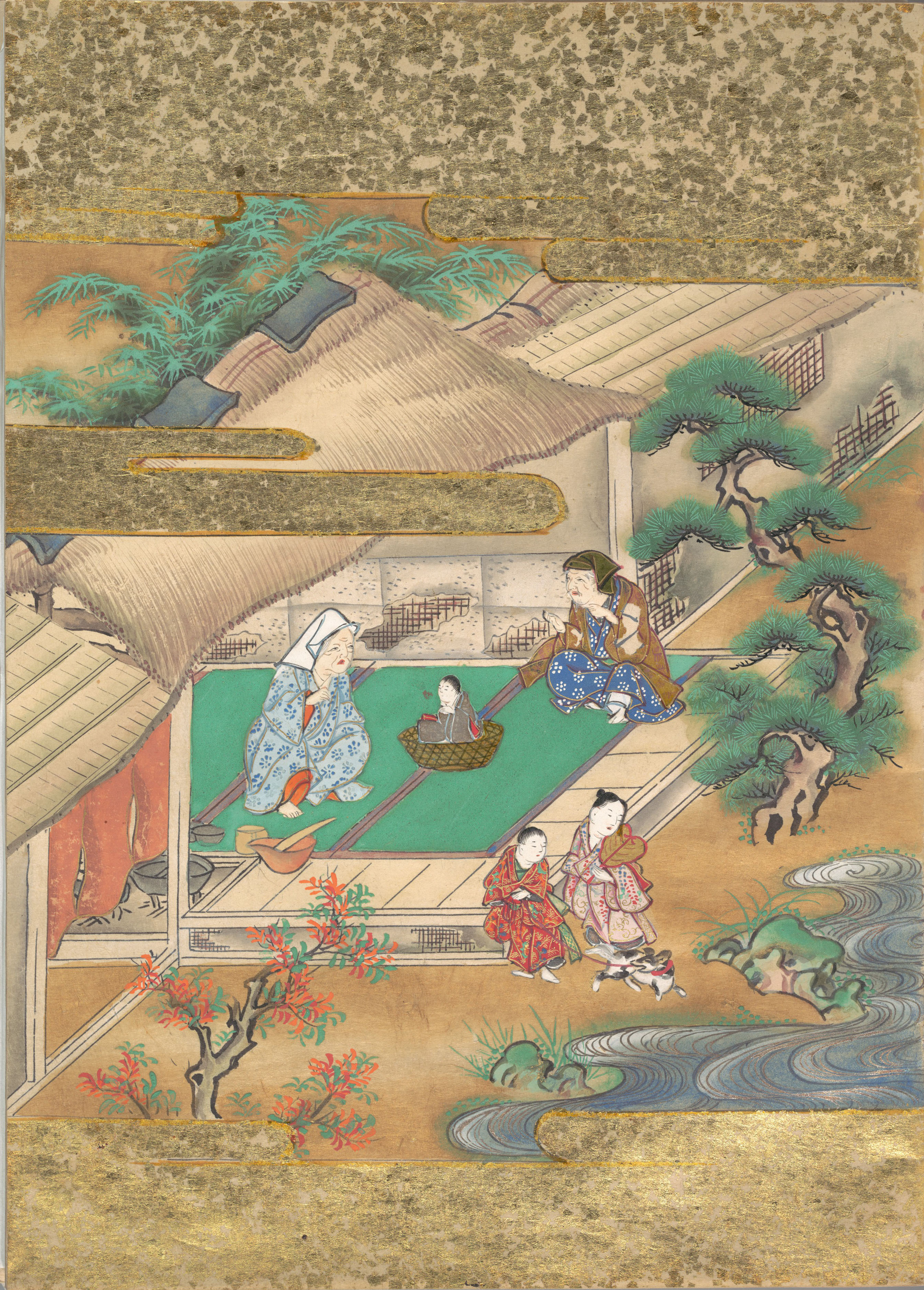
Staruszkowie umieszczają dziecko w koszyku, ilustracja japońska z XVII wieku

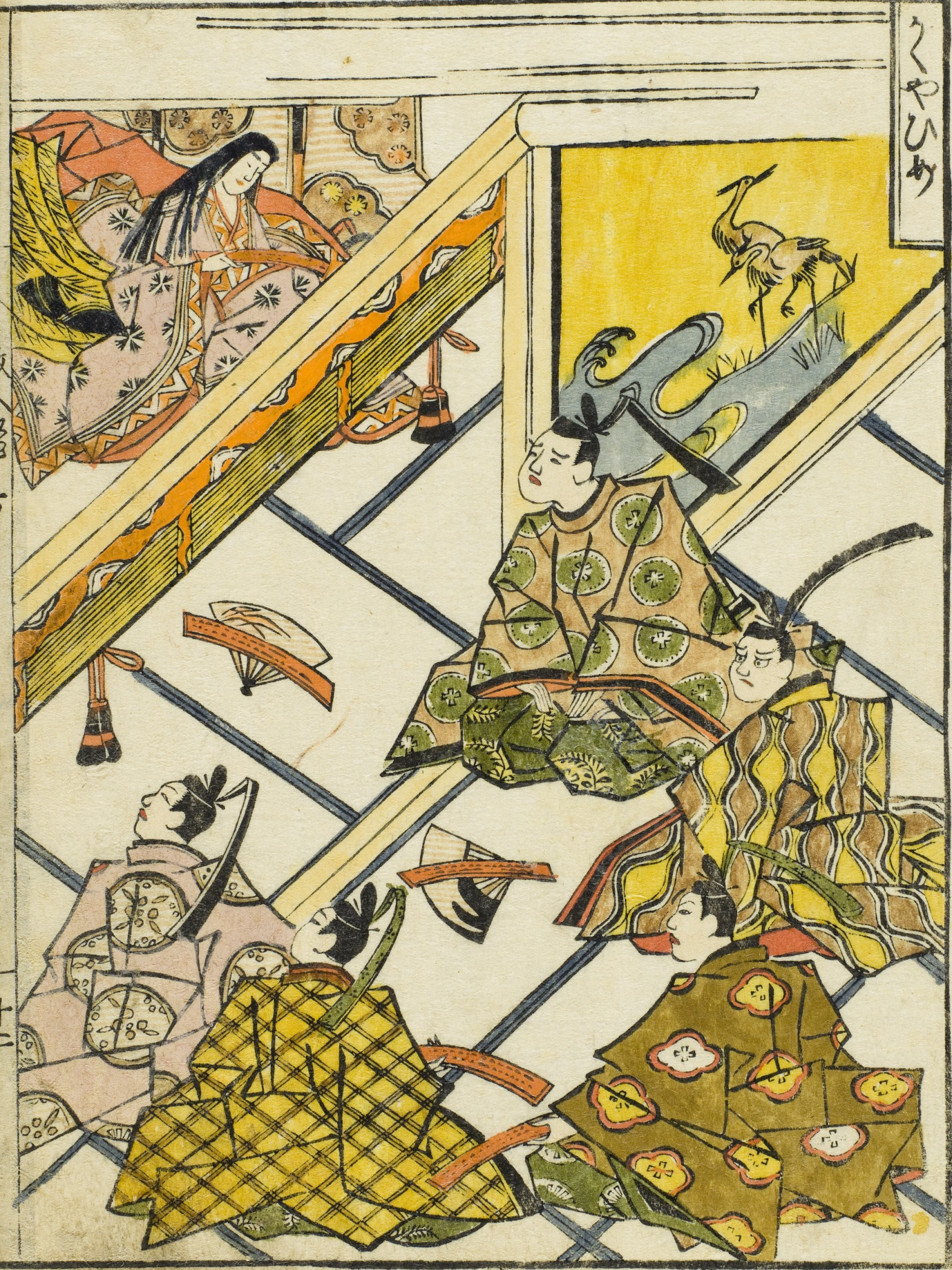
Harunobu Suzuki (1725–1770), Kaguya-hime i pięciu konkurentów do jej ręki

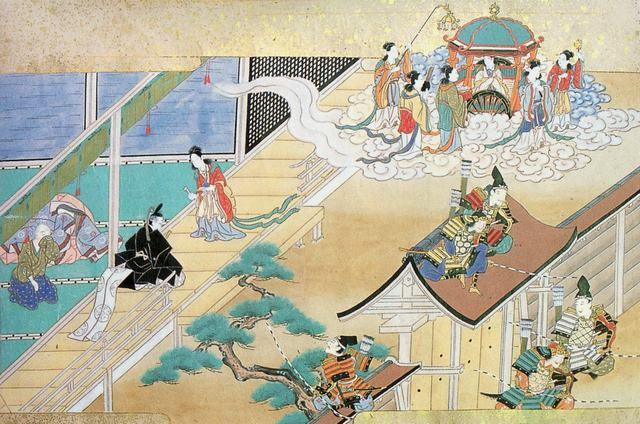
Szkoła Tosa, Kaguya powraca na Księżyc, ilustracja japońska z XVII wieku

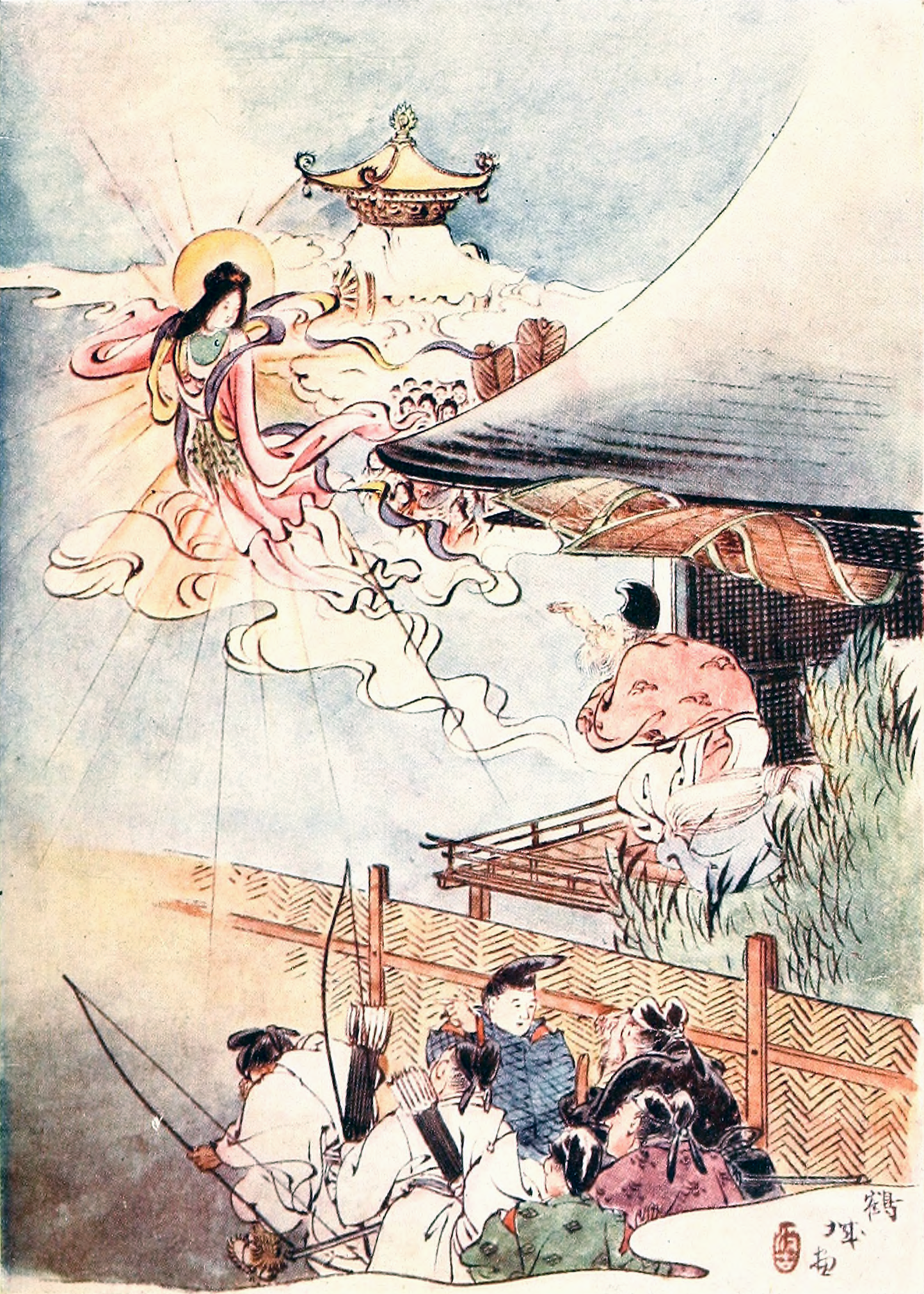
Kakuzō Fujiyama, Powrót na Księżyc, 1908 r.

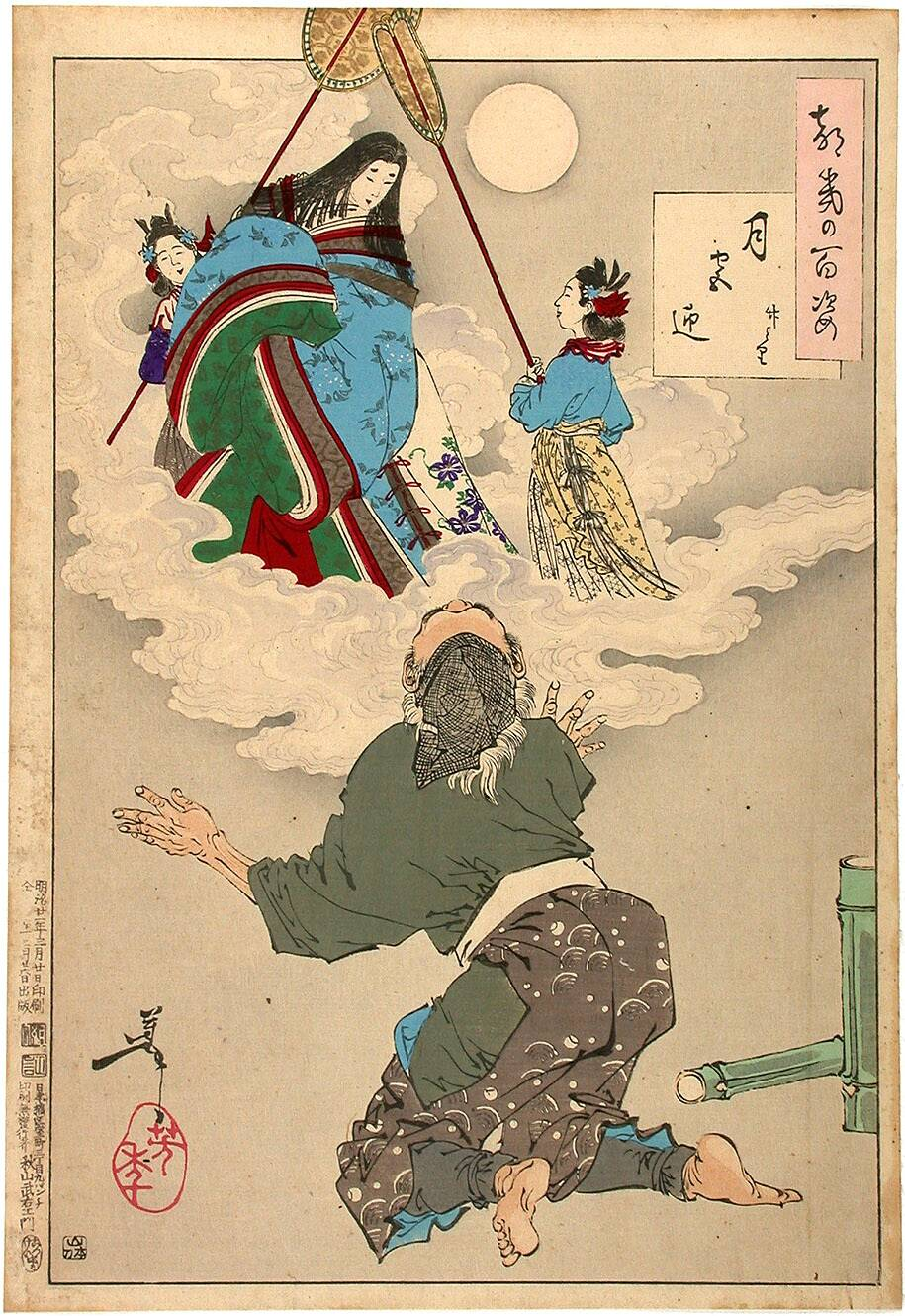
Yoshitoshi Tsukioka (1839–1892), Kierując się do Księżycowego Pałacu

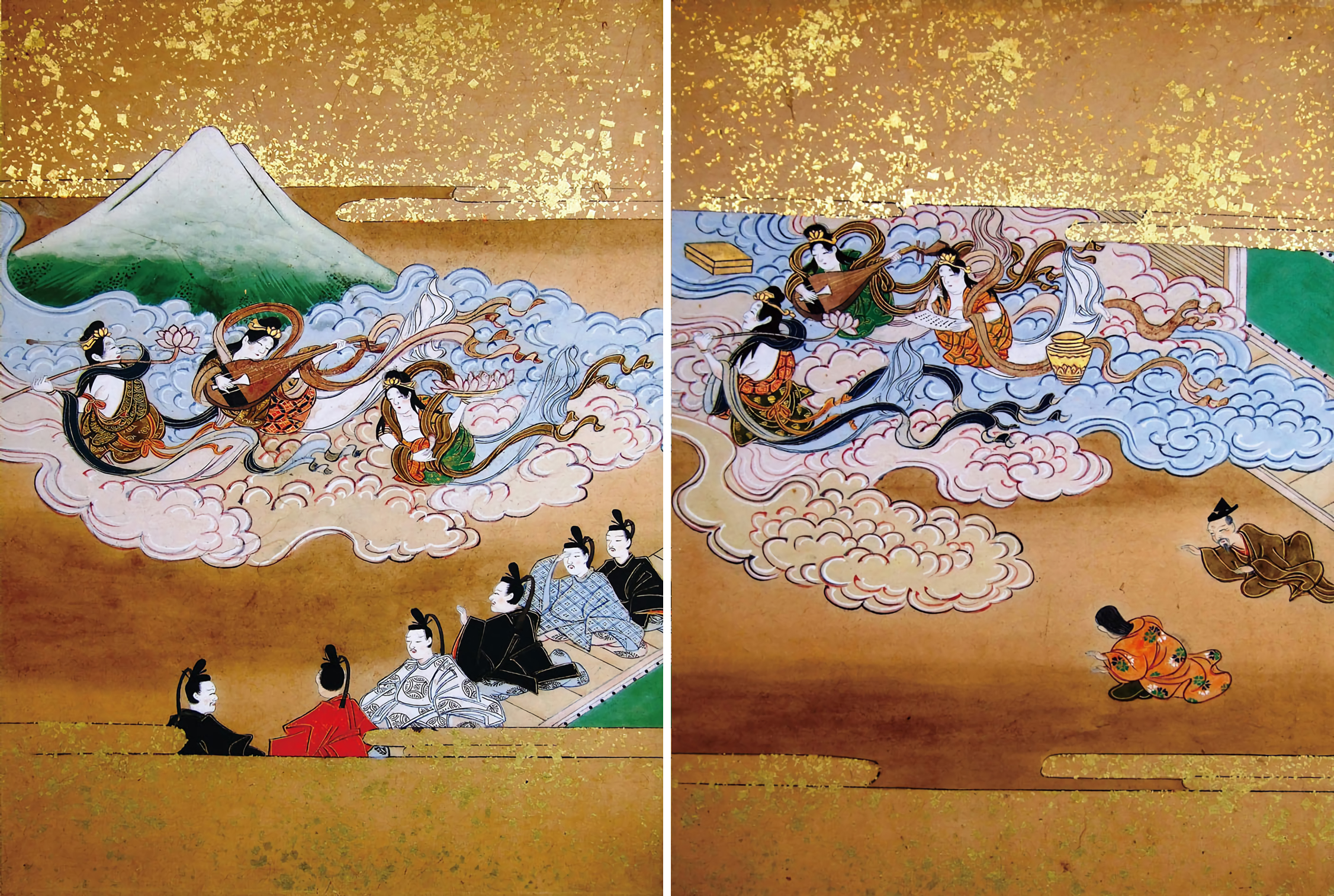
Ostatnia scena opowieści na górze Fudżi, słudzy cesarza palą list od księżniczki i eliksir nieśmiertelności, 1650 r.

Opowieść o zbieraczu bambusu (jap. 竹取物語 Taketori monogatari) – japońska opowieść (monogatari) z wczesnego okresu Heian (794–1185), najstarszy zabytek japońskiej prozy artystycznej. Jest to historia „księżycowej dziewczyny” o imieniu Kaguyahime (Kaguya-hime, Kaguya), czyli Świetlana, którą ubogi staruszek, zbieracz bambusu, znalazł jako niemowlę, wewnątrz jednej z łodyg, która błyszczała światłem.

## Wyjaśnienie nazewnictwa
Opowieść ta jest znana także pod tytułem: Opowieść o księżniczce Kaguya (jap. かぐや姫の物語 Kaguya-hime no monogatari). Imię Kaguya (かぐや) jest przeważnie zapisywane pismem fonetycznym (hiraganą), przez co jest tłumaczone czasem błędnie jako Bambusowa Księżniczka (ang. The Bamboo Princess). Jednakże pojawiający się także zapis w postaci kanji 輝夜姫, sugeruje inne znaczenie, albowiem 輝 oznacza „blask”, „jasność”, „promienność”; 夜 – „noc”, „wieczór”; 姫 – „księżniczkę”, „młodą kobietę szlachetnego urodzenia”. Jest to więc takie ujęcie, które nawiązuje do jasności bijącej od niej, tak silnej, iż „rozświetlała noc”.

## Streszczenie

### Księżniczka Księżycowego Światła
Dawno temu w małej wiosce żył pewien człowiek trudniący się zbieraniem bambusu, z którego wykonywał drobne przedmioty domowe. Ich sprzedaż pozwalała na skromne utrzymanie jemu i jego żonie. Nazywany był Taketori no Okina (竹取翁 – starzec zbierający bambus; niektóre wersje oprócz tego przydomka podają nazwisko Sanuki no Miyakko). Małżonkowie nie byli szczęśliwi, gdyż do sędziwego wieku nie doczekali się potomstwa.
Pewnego razu staruszek wybrał się jak zwykle w góry, aby zbierać łodygi bambusów. Nagle zaskoczony zobaczył jasne, miękkie światło wydobywające się z jednej z nich: jakby pełny Księżyc wzeszedł nad tym miejscem. Gdy ją ściął, we wnętrzu znalazł niemowlę wielkości ok. 3 sun (jap. 1 sun jest równy ok. 3,03 cm). Zabrał je do domu i pokazał swojej żonie. Postanowili, że wychowają dziewczynkę, jak swoją córkę i nadali jej imię Kaguya-hime (かぐや姫 – Świetlista Księżniczka). W innej wersji, kiedy niemowlę dorosło – a stało się to w ciągu trzech miesięcy – staruszkowie udali się do miejscowości Mimurodo do wróżbity o imieniu Inbe no Akita. Nadał on jej imię Nayotake no Kaguya-hime (Świetlista Księżniczka Gibkiego Bambusu)
Od tego czasu starzec często znajdował w bambusowych łodygach drogie kamienie i złoto. Stał się bogaty, wybudował nowy dom i porzucił dotychczasowe zajęcie.
W ciągu trzech miesięcy (rosła szybko jak bambus) Kaguya wyrosła na dziewczynę normalnego wzrostu. Odznaczała się tak niezwykłą urodą, że jej przybrani rodzice starali się ją ukrywać przed obcymi. Odnosili wrażenie jakby była zrobiona ze światła. Promieniowała w domu takim blaskiem, że ciemność nocy przemieniła się w jasność dnia. Z tego powodu nazywali ją Księżniczką Księżycowego Światła. Jej niezwykła postać, piękno i wdzięk trudne były jednak do ukrycia i wkrótce stały się słynne w całym kraju, co spowodowało napływ licznych konkurentów do jej ręki oraz zalotników i ciekawskich, którzy pragnęli ją chociaż zobaczyć. Ich trud jednak poszedł na marne. Mimo długich dni i nocy spędzonych wokół domu i licznych prób ujrzenia księżycowej piękności, musieli się poddać i większość z nich odeszła. Ponadto, dziewczyna odmawiała wyjścia za mąż za kogokolwiek.

### Pretendenci do ręki księżniczki
Pozostało jednak pięciu szczególnie wytrwałych, którzy nie chcieli się poddać. Wszyscy wywodzili się z wysokiej rangą arystokracji. Wyczekiwali odpowiedzi zebrani wokół domu, nie zważając na głód i pogodę. Pisali do księżniczki listy i wiersze, ale wszystkie ich wysiłki były bezskuteczne. Tak minęła zima, nadeszła wiosna i lato. Zrezygnowani powrócili do swych domostw, gdzie spędzali czas na modlitwach do Buddy o choćby posłuchanie u księżniczki. W desperacji ponownie udali się do niej i tym razem Taketori no Okina wyszedł do nich. Ujęty ich postawą odbył ze swoją przybraną córką długą rozmowę, w czasie której zgodziła się poddać pięciu konkurentów próbie ich uczuć do niej. Kaguya postawiła warunek: obiecała wyjść za mąż za tego, który przyniesie jej z dalekich krajów konkretny przedmiot jej pragnień. Każdemu wyznaczyła inną próbę.
Pierwszy z nich, książę Ishitsukuri (Ishitsukuri no Miko), miał przynieść z Indii świętą, kamienną misę żebraczą (na jałmużnę), która należała niegdyś do Buddy. Ten uznał jednak, że zdobycie oryginału przerasta jego możliwości. Nie udawszy się zatem wcale do Indii, kupił starą, kamienną misę w jednej ze świątyń w Kioto i wręczył dziewczynie jako wskazany przez nią przedmiot. Kaguya zauważyła jednak, że misa nie jest otoczona blaskiem, który powinien towarzyszyć świętemu przedmiotowi, i odprawiła oszusta.
Drugi pretendent do jej ręki, książę Kuramochi (Kuramochi no Miko), miał zdobyć gałąź drzewa rosnącego na mitycznej górze Hōrai-san usytuowanej na wyspie Hōrai (chiń. Penglai, według chińskich legend, Wyspie Wiecznej Młodości). Korzenie tego drzewa są ze srebra, pień ze złota, a gałęzie rodzą białe klejnoty (perły) jako owoce. On również postanowił uciec się do podstępu: zatrudnił znamienitych rzemieślników, aby wykonali dla niego sztuczną gałąź ze złota, srebra i drogocennych kamieni. Tak spreparowany podarek przedstawił swojej wybrance. Jednak gdy prezentował gałąź ukochanej, do bramy jej rezydencji zaczęli się dobijać zatrudnieni przezeń rzemieślnicy, domagając się zapłaty. Skoro więc podstęp się wydał i on musiał zrezygnować z zamiaru poślubienia Kaguyi.
Trzeci konkurent, minister prawej strony (udaijin) Abe no Mimuraji, miał przywieźć z Chin szatę wykonaną z futra ognistego szczura. Jego znajomy kupiec chiński, Wang Ching, zapewnił go, że jest w stanie zdobyć ów przedmiot i dostarczył futro odpowiadające opisowi. Zażądał za nie znacznej sumy pieniędzy, którą minister wypłacił bez chwili wahania. Gdy Kaguya otrzymała podarek, natychmiast wrzuciła go do paleniska, gdzie futro strawił ogień. Okazało się, że zalotnik dał się oszukać kupcowi – prawdziwe futro ognistego szczura miało być bowiem odporne na ogień.
Czwartemu, wielkiemu radcy dworu najwyższego stopnia (dainagon) Ōtomo no Miyuki, Kaguya wyznaczyła zadanie zdobycia klejnotu promieniującego pięcioma kolorami, noszonego na głowie (w innej wersji na szyi lub jako część naszyjnika) przez smoka. Zalotnik rozesłał swoich podkomendnych celem odnalezienia smoka. Na ich wyposażenie przeznaczył sporą część majątku. Nie wątpiąc w sukces swych sług, zaczął przystrajać swoją siedzibę złotem i jedwabiami, aby godnie przyjąć przyszłą żonę. Pochłonięty przygotowaniami zaniedbywał jednocześnie swoją dotychczasową małżonkę. W tym czasie wysłani przezeń słudzy uznali to zadanie za niewykonalne i postanowili nie wracać w ogóle do swego suwerena, który w końcu zniecierpliwiony sam wypłynął statkiem na pełne morze, aby osobiście upolować bestię. Powstrzymał go jednak gwałtowny sztorm, podczas którego nieomal postradał życie. Przekonany, iż jest to efekt gniewu smoka, postanowił zrezygnować z dalszych prób i wrócić do swojej posiadłości. Całe przedsięwzięcie pochłonęło tak wiele pieniędzy, że jego niegdyś okazała rezydencja popadła w ruinę. Słysząc, jak zakończyła się cała eskapada, jego żona, która zdążyła się już rozwieść z niefortunnym zalotnikiem, śmiała się do rozpuku.
Piąty konkurent, wielki radca dworu średniego stopnia (chūnagon) Isonokami Nomaro(Isonokami no Marotari), miał zdobyć muszlę ślimaka morskiego z ukrytego gniazda japońskiej jaskółki, uważanej za rodzaj amuletu ułatwiającego poród. Zaczął więc przeszukiwać gniazda tych ptaków. Podczas swoich starań spadł jednak z dużej wysokości i w efekcie doznał ciężkich obrażeń.
Skoro żaden z pretendentów nie zdołał spełnić swego zadania, Kaguya nie musiała wychodzić za mąż.

### Cesarz i wysłannicy z Księżycowego Pałacu
Wieści o cudownej urodzie dziewczyny dotarły w końcu do uszu samego cesarza. Nawet władca nie był w stanie oprzeć się jej wdziękom. Choć nie został poddany żadnym próbom, zaskarbił sobie sympatię Kaguyi. Wielokrotnie wymieniali ze sobą wiersze. Jednak i jemu nie było pisane zdobycie ręki ukochanej.
Kaguya-hime coraz częściej spoglądała na Księżyc i zapadała w zadumę. Na pytania swoich przybranych rodziców o przyczyny takiego smutku i melancholii, wyjawiła im w końcu, iż nie pochodzi z tego świata, że jest księżniczką z Księżyca, że ma tam ojca i matkę. Przybyła na Ziemię z Księżycowego Pałacu w wyniku "obowiązku z poprzedniego życia" i teraz nadszedł czas powrotu. Wyznała, iż niedługo, w czasie pełni, niebiańscy wysłannicy przybędą, aby zabrać ją do ojczyzny.
Słysząc to, Taketori no Okina powiadomił o całej sytuacji cesarza. Ten wysłał dwa tysiące swoich żołnierzy, aby dzień i noc pilnowali jego ukochanej i powstrzymali księżycowych emisariuszy, gdy ci przybędą. Dom Księżycowej Księżniczki został otoczony kordonem wojska tak szczelnym, iż nawet nietoperz nie byłby w stanie się prześlizgnąć. Jednak zabiegi te okazały się daremne.
Około północy dom i teren wokół niego został zalany oślepiającym światłem („blaskiem dziesięciu księżyców”). W dół na chmurze przybyli z niebios wysłannicy Księżycowego Pałacu i utworzyli szyk około dwóch metrów nad ziemią. Blask tak poraził wojowników cesarza, że nie byli zdolni stawić najmniejszego oporu. Stracili siłę w rękach, ich ciała zwiotczały. Zdumieni i oszołomieni mogli tylko obserwować. Słowami nie dało się opisać piękna ubiorów księżycowych emisariuszy, którzy unosili się nad ziemią. Mieli oni ze sobą latający pojazd przykryty parasolem z lekkiego jedwabiu.
Jeden z przybyszów, zapewne król, przywołał staruszka do siebie i rzekł: „Ty zdziecinniały, stary człowieku! My wysłaliśmy tę młodą damę do tego świata na krótką chwilę. W rewanżu za twoje niewielkie, dobre uczynki obdarowaliśmy cię bogactwem i stałeś się innym człowiekiem. Kaguya-hime była zmuszona żyć tutaj w tak skromnych warunkach z powodu grzechu, który popełniła w przeszłości. Termin jej kary minął i jak widzisz przybyliśmy, aby ją zabrać do domu. Bez znaczenia, czy będziesz płakać i zawodzić, nie zatrzymasz jej”.
Opór staruszka nie zdał się na nic. Niebiańscy emisariusze mieli ze sobą pojemniki (skrzynki, szkatuły). W jednym z nich była szata z piór, w innej eliksir nieśmiertelności (fushi no kusuri), który podano księżniczce, aby się wzmocniła. Wypiła odrobinę i przybysz próbował zarzucić jej na ramiona szatę z piór, ale odrzuciła ją i kazała się wstrzymać. Napisała bowiem jeszcze pożegnalny list do cesarza. Dołączyła do niego eliksir i wręczyła dowódcy oddziału wojskowego, aby przekazał je cesarzowi. Emisariusz Księżycowego Pałacu zarzucił ubiór z piór na księżniczkę, wspięła się ona do latającego pojazdu i wraz ze świtą setki niebiańskich istot wzniosła się do nieba.
Dowódca powrócił z oddziałem na dwór cesarski. Przekazał monarsze szczegółową relację i przedmioty od księżniczki Kaguya. Po przeczytaniu listu władca uznał, iż nie pragnie żyć wiecznie bez ukochanej. Zebrał swoich doradców i zapytał, która góra jest najbliżej niebios. Otrzymał odpowiedź, że jest to szczyt w prowincji Suruga, blisko stolicy i niebios. Cesarz rozkazał więc zanieść list oraz eliksir, wraz z napisanym przez siebie wierszem, na wierzchołek tej góry i tam je spalić. Dym z płonącego eliksiru nieśmiertelności unoszący się ponad szczytem góry spowodował, że ludzie nazwali ją Fuji (udźwięcznione słowo 不死 fushi, "nieśmiertelność", "życie wieczne").
Kaguya, wychowana jak istota ludzka, po perypetiach ziemskich (na Ziemi) powróciła do kręgu istot niebiańskich (mieszkańców Księżyca). Tak kończy się opowieść, która wciąż inspiruje do nowych interpretacji.

## Komentarze
Poszczególne wersje Opowieści o zbieraczu bambusu różnią się szczegółami. Przykładowo w opisie żołnierzy strzegących Kaguyi przed jej rodakami mowa o tym, że nawet nietoperz nie byłby w stanie ich ominąć, jednak niektóre warianty wspominają tu nie o nietoperzu, lecz o komarze. Fragment ten został zmieniony być może dlatego, że osoba kopiująca tekst uznała pierwotną wersję za zbyt mało prawdopodobną.
Autor i dokładna data powstania utworu nie są znane. Zakłada się, że powstał on w początkowej epoce Heian. Pomocą w ustaleniu przybliżonej daty powstania mogą służyć następujące informacje:
- Opowieść o zbieraczu bambusu jest wspomniana w 17. rozdziale Genji monogatari[11]. Musi być zatem utworem odeń starszym;
- tytuły poszczególnych zalotników (np. minister prawej strony, wielki radca stanu) związane są z rzeczywistą hierarchią urzędową okresu dworskiego Heian w historii Japonii. Utwór nie mógł więc powstać przed wprowadzeniem tych rang;
- według naukowców japońskich, nazwiska osób wymienionych w opowieści odpowiadają rzeczywistym postaciom lub są ich odpowiednikami[12];
- spalenie eliksiru nieśmiertelności na szczycie góry Fudżi miało tłumaczyć, dlaczego dym unosi się z jej szczytu. Zjawisko to miało miejsce tylko do roku 905[9]. Utwór musiał więc powstać w okresie, gdy dym wydobywał się jeszcze z wierzchołka góry, a więc przed rokiem 905;
- jeden z konkurentów do ręki Kaguyi miał jej przynieść misę należącą do Buddy. Ponieważ poleceniu nie towarzyszyło wytłumaczenie, kim był Budda, utwór musi pochodzić z epoki, gdy buddyzm był już rozpowszechniony w Japonii, czyli najwcześniej z początku VI wieku naszej ery.

## Ekranizacje
W 1987 roku reżyser Kon Ichikawa stworzył filmową adaptację tej opowieści pt. "Princess from the Moon" z Toshirō Mifune w roli głównej.
W 2013 roku Studio Ghibli wyprodukowało pełnometrażowy film animowany pt. Kaguyahime no monogatari (jap. かぐや姫の物語 Kaguya-hime no monogatari), będący ekranizacją baśni. Film został wyróżniony nagrodą Mainichi Film Award w kategorii najlepszy film animowany.

## Kaguya-hime,Utsuro-bune,Tarō Urashima
Te trzy opowieści dzielą tysiące lat, ale niezwykłość ich treści i stałe nimi zainteresowanie narzuca konieczność podjęcia próby dokonania porównania. We wszystkich trzech „wydarzeniach” głównymi postaciami są młode kobiety niezwykłej urody. Posiadają one tajemnicze zdolności i niezwykłe możliwości. Nie wiadomo dokładnie skąd przybyły i dokąd się udały.
- Jedna z nich – bezimienna – dotarła do Japonii na krótko zza oceanu w dziwnej, okrągłej łodzi (pustym wewnątrz statku utsuro-bune). Nie potrafiła porozumieć się z rybakami i nie pozwoliła dotknąć szkatułki, której nie wypuszczała z rąk. Jej ramiona i plecy okrywały długie włosy przeplecione piórami.
- Druga – Oto-hime – potrafiła „przemieniać się” w żółwia (podobieństwo kształtu do utsuro-bune) i w nieznany sposób umożliwiła rybakowi pobyt w podwodnym pałacu. Na pożegnanie otrzymał od niej cenną szkatułkę, której nie wolno mu było otwierać. Nie posłuchał i przemienił się w starca.
- Trzecia – Kaguya-hime – pojawiła się w dziwny sposób wśród bambusów i po wielu latach na Ziemi powróciła do swojej ojczyzny w niebiosach w latającym wehikule. Wysłannicy Księżycowego Pałacu, którzy po nią przybyli, mieli ze sobą skrzyneczki. W jednej z nich była szata z piór, którą musiała przyodziać przed powrotną podróżą w przestrzeń niebiańską, w drugiej natomiast znajdował się eliksir nieśmiertelności, który wypiła, aby się wzmocnić.

Te opowieści stały się z biegiem lat przedmiotem różnorodnych interpretacji, przeinaczeń i uzupełnień wynikających z przemian społecznych i cywilizacyjnych. W naszych czasach stały się także tematem adaptacji filmowych i seriali TV. Ich twórcy łączą je m.in. z teoriami o starożytnych i współczesnych kosmitach i innymi wydarzeniami tego rodzaju.  

## Nawiązania
Tytułowy bohater mangi InuYasha nosi ubranie z futra ognistych szczurów. W drugim filmie kinowym opartym na tej serii Kaguya pojawia się jako jego przeciwnik.
Kaguya jest też nazwą japońskiej sondy kosmicznej mającej na celu badanie powierzchni księżyca.
Fabuła gry Tōhō Eiyashō (東方永夜抄) opiera się na zmienionej wersji baśni o księżniczce Kaguyi.

## Podobne tematy
Postać Calineczki wykazuje pewne podobieństwo do Kaguyi, jednakże nic nie wskazuje, by była ona zainspirowana bohaterką Opowieści o zbieraczu bambusu.
Momotarō jest innym przykładem dziecka cudownie znalezionego we wnętrzu rośliny (w jego przypadku – brzoskwini).
Bambusowe pacholę także opowiada historię dziecka znalezionego w łodydze bambusu.